# Hendrik Gruber
Hendrik Gruber (* 28. September 1986 in Soest) ist ein ehemaliger deutscher Stabhochspringer. Er gewann 2017 mit der deutschen Mannschaft die Team-Europameisterschaft und startete seit 2006 für den TSV Bayer 04 Leverkusen. Er wurde von Karsten Bober trainiert.

## Karriere
Gruber nahm an der Sommer-Universiade 2009 im serbischen Belgrad teil und gewann in seiner Disziplin mit einer übersprungenen Höhe von 5,45 Metern die Bronzemedaille. Bei den deutschen Meisterschaften 2015 in Nürnberg belegte er mit dem vierten Platz sein bestes Ergebnis bei einer deutschen Meisterschaft.
Vom DLV wurde er für die Team-Europameisterschaft 2017 im Stadium Lille Métropole nominiert und belegte in seinem Wettbewerb mit einer übersprungenen Höhe von 5,55 Metern gemeinsam mit Igor Bychkov den zweiten Platz hinter Renaud Lavillenie. Insgesamt gewann die deutsche Mannschaft mit 321,5 Punkten die Team-Europameisterschaft vor Polen und Frankreich.
Beim Domspringen in Aachen 2018 gab Gruber sein Karriereende offiziell bekannt und arbeitete schon als Sportlehrer an einer Grundschule.